# Perzów (gmina)
Perzów – gmina wiejska w województwie wielkopolskim, w powiecie kępińskim. W latach 1975–1998 gmina położona była w województwie kaliskim.
Siedziba gminy to Perzów.
Według danych z 30 czerwca 2004 gminę zamieszkiwało 3925 osób. Natomiast według danych z 31 grudnia 2017 roku gminę zamieszkiwało 3768 osób.
Według danych z 31 grudnia 2019 roku gminę zamieszkiwało 3777 osób.

## Struktura powierzchni
Według danych z roku 2002 gmina Perzów ma obszar 75,46 km², w tym:
- użytki rolne: 83%
- użytki leśne: 9%

Gmina stanowi 12,4% powierzchni powiatu.

## Demografia

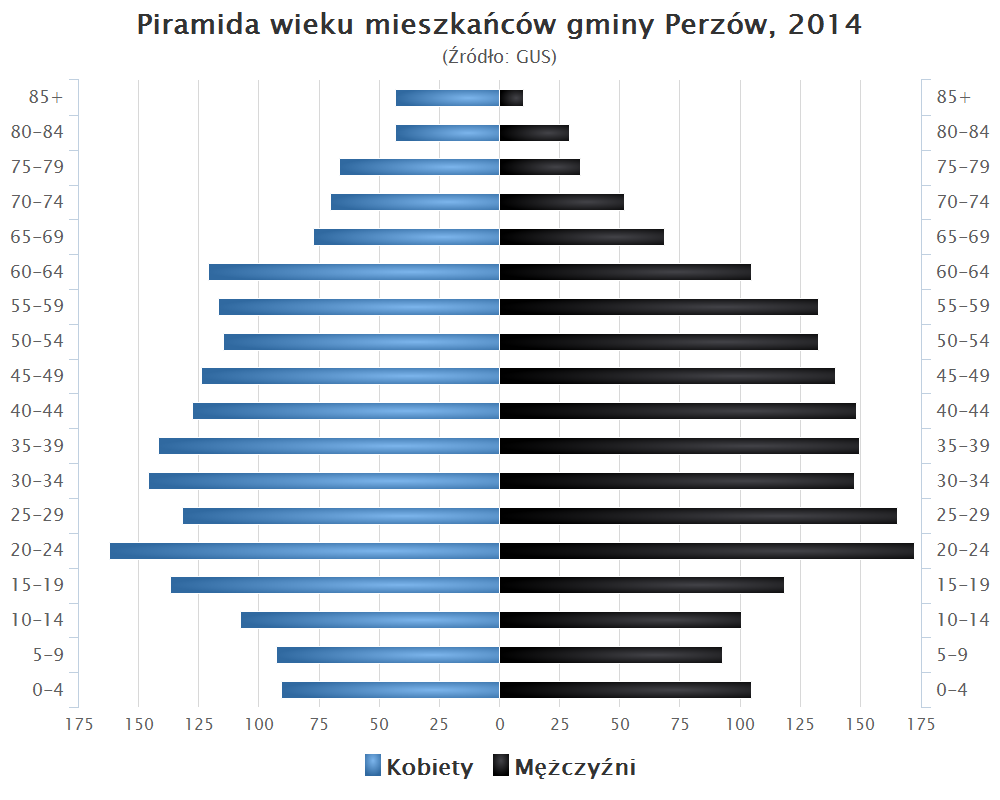
Piramida wieku mieszkańców gminy Perzów w 2014 roku

Dane z 30 czerwca 2004:
| Opis                              | Ogółem | Ogółem | Kobiety | Kobiety | Mężczyźni | Mężczyźni |
| --------------------------------- | ------ | ------ | ------- | ------- | --------- | --------- |
| jednostka                         | osób   | %      | osób    | %       | osób      | %         |
| populacja                         | 3925   | 100    | 1969    | 50,2    | 1956      | 49,8      |
| gęstość zaludnienia (mieszk./km²) | 52     | 52     | 26,1    | 26,1    | 25,9      | 25,9      |

## Sołectwa
Brzezie, Domasłów, Koza Wielka, Miechów, Perzów, Słupia pod Bralinem, Trębaczów, Turkowy, Zbyczyna.

## Sąsiednie gminy
Bralin, Dziadowa Kłoda, Kobyla Góra, Namysłów, Rychtal, Syców

## Gminy partnerskie[6]
- Drebber
- Erdőtelek